# Hrušeň Calleryova

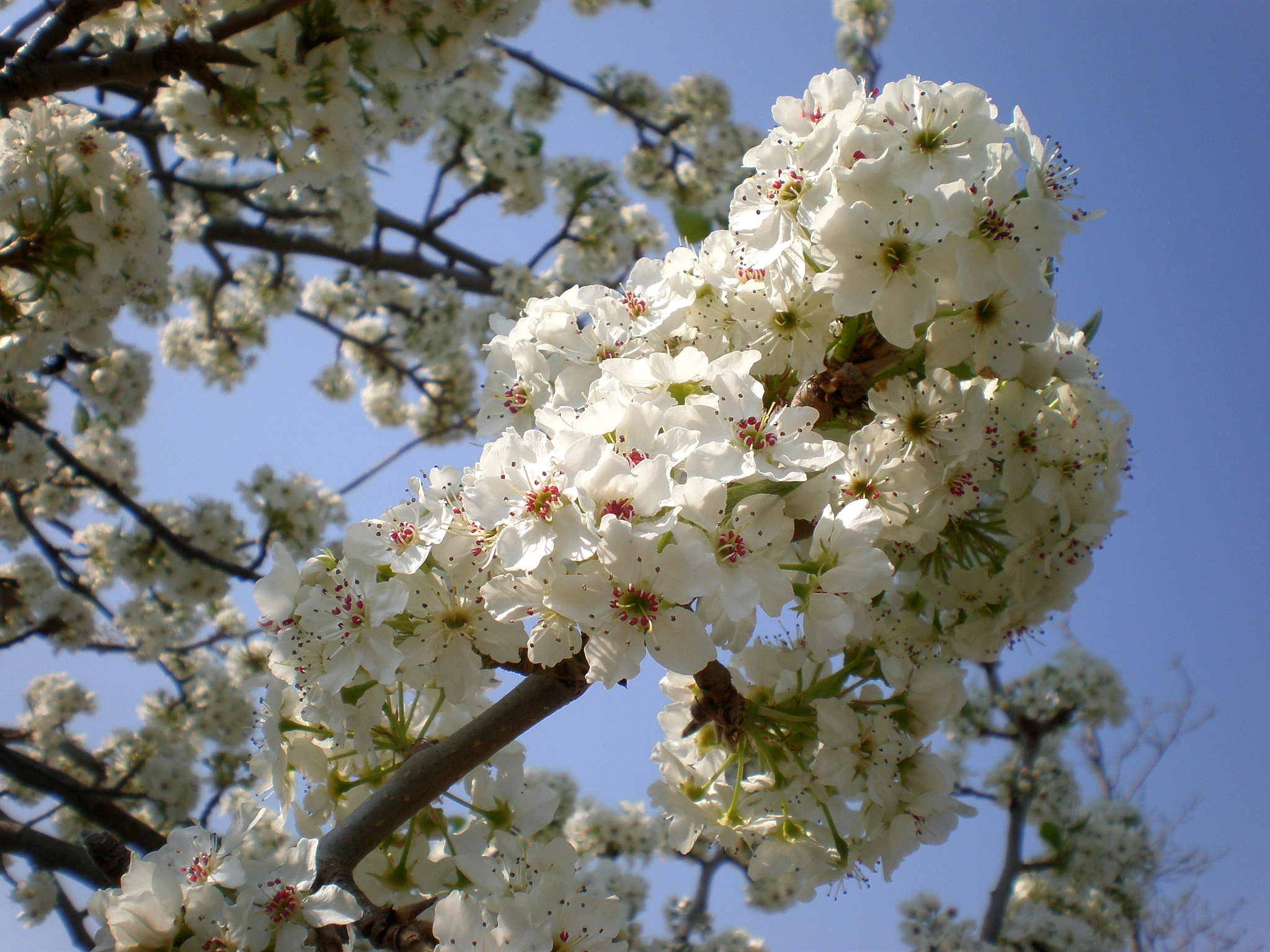
Rozkvetlé květenství

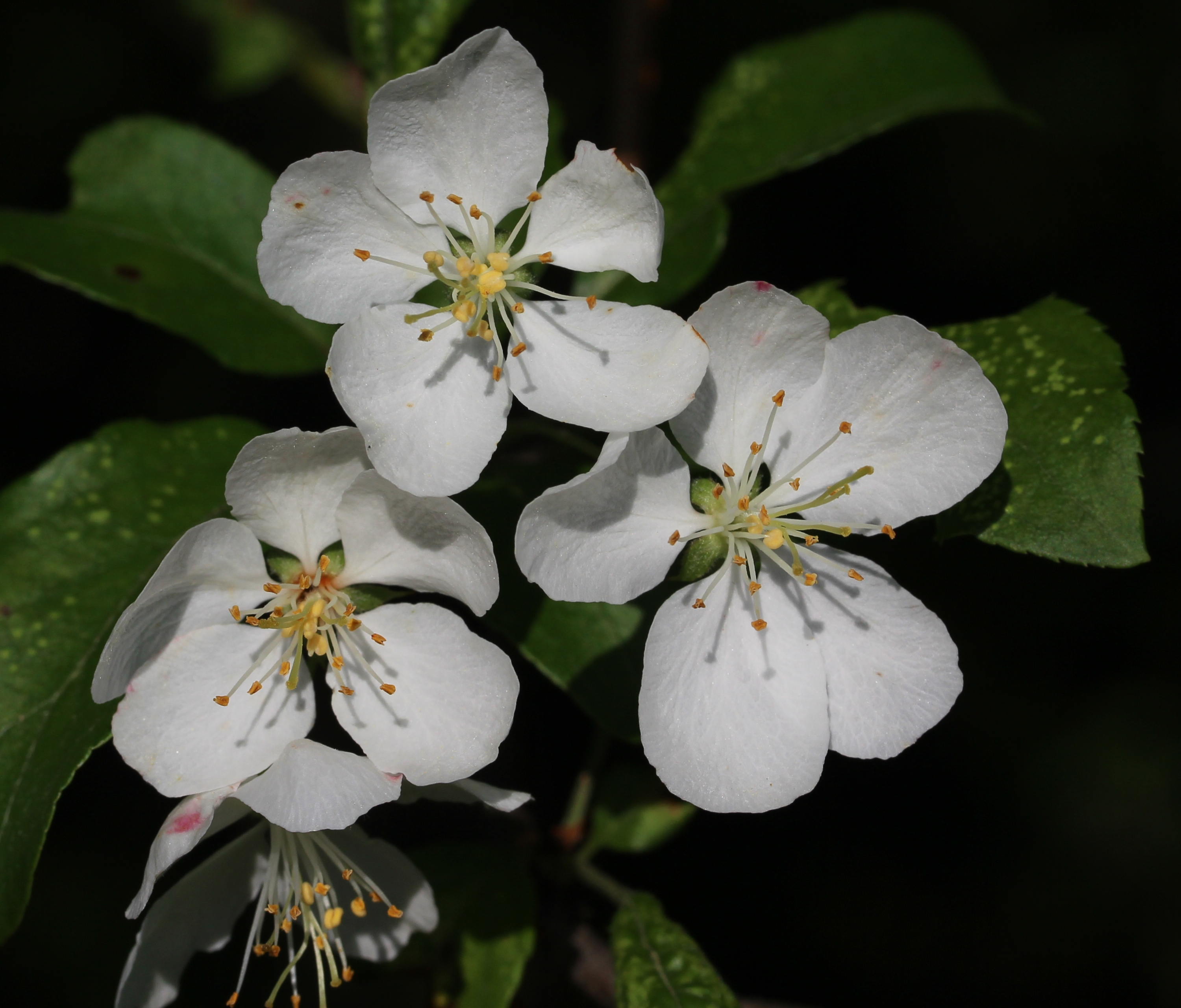
Rozevřené květy

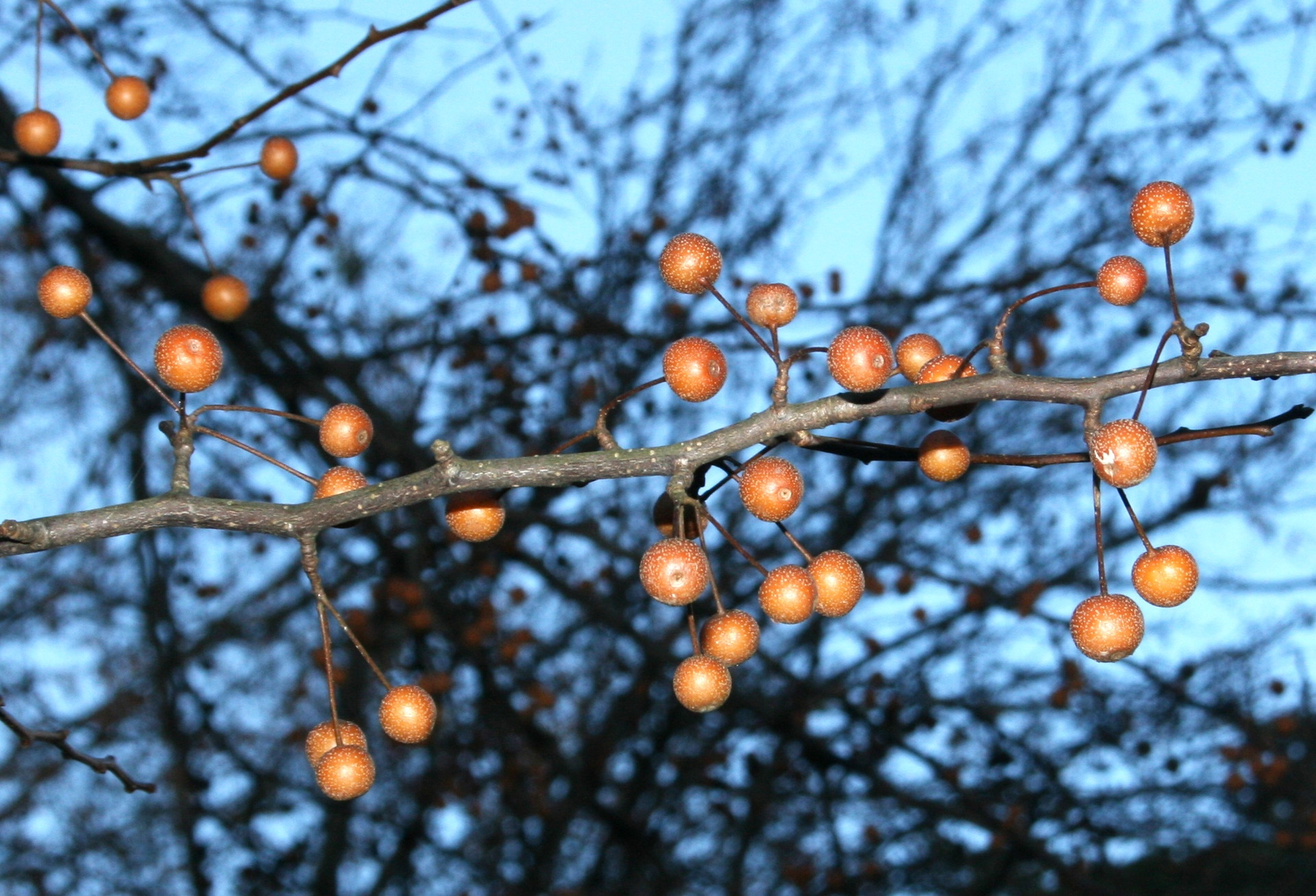
Zralé plody

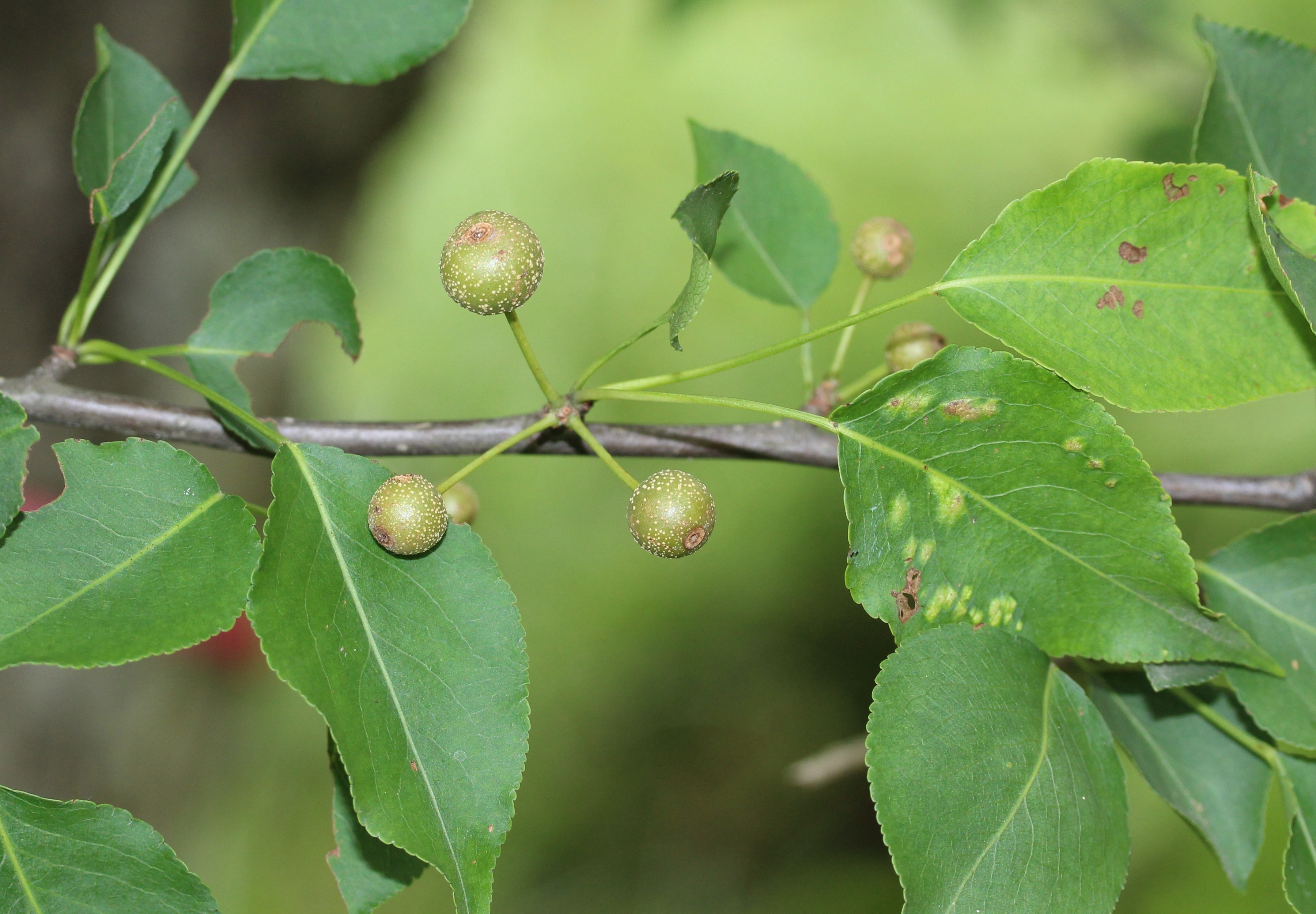
Listy a nezralé plody

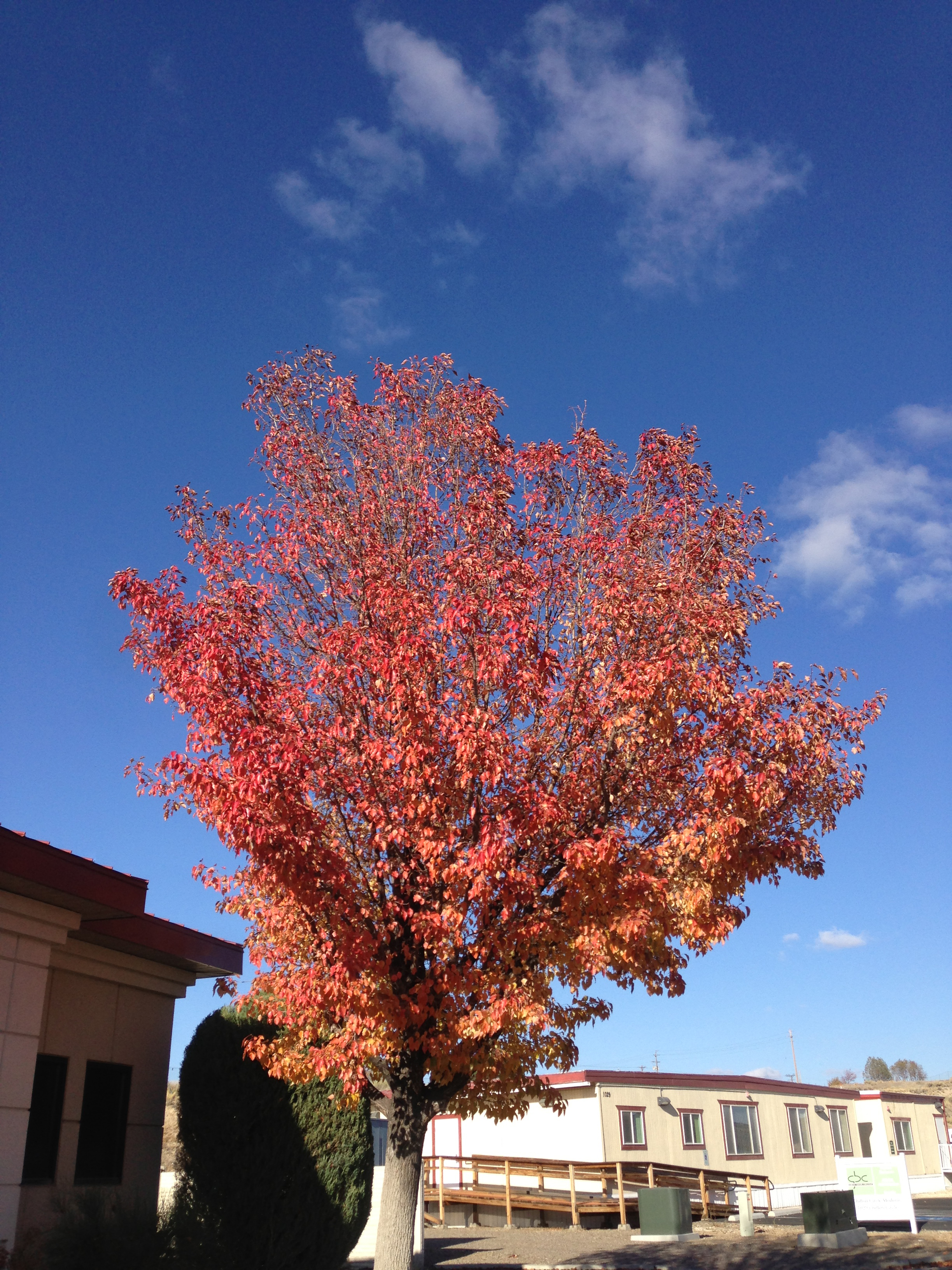
Podzimní šat mladého stromu.

Hrušeň Calleryova (Pyrus calleryana) je jedním z několika druhů okrasných hrušní, které se nepěstují pro plody, ale pro potěchu oka. Počátkem jara bývá strom obsypán mnoha bílými květy a později je pokryt sytě zelenými listy, které se na podzim vybarvují do četných barevných odstínů, od zlaté po sytě červenou. Četné drobné hnědé plody jsou pro lidi nepoživatelné, někdy je ale tato hrušeň díky bohatému kvetení přirovnávána k japonské sakuře.
Dřevina dostala své druhové jméno po italsko-francouzském misionáři sinologovi Joseph-Marie Callery. Ten žil v prvé polovině 19. století v Macau a Číně, odkud mj. přivezl vzorky stromu do Francie.

## Rozšíření
Druh pochází z východní Asie, ze střední a severovýchodní Číny, Japonska, Koreje a Vietnamu. V několikrát etapách byla hrušeň dovezena a vysazována převážně ve východní části Spojených států amerických, v současnosti je rozšířena téměř ve všech východních státech, počínaje na severu New Yorkem přes Michigan a Illinois až po Texas, Oklahomu a Floridu na jihu.
Hrušeň Calleryova byla po roce 1909 do Spojených států dovážena cíleně, za účelem použití jako zlepšující podnož ve šlechtitelských programech. Podnož měla zvyšovat odolnost nově vysazovaných stromů jedlých hrušek vůči šířící se bakteriální spále, způsobované bakterií (Erwinia amylovora), vůči níž je tato hrušeň odolná.

## Invazní historie
Původní předpoklad o odolnosti vůči této nemoci se v praxi příliš nepotvrdil, importované rostliny však rozkvetly a následně začaly prokazovat svou okrasnou hodnotu. Dovezené stromy začaly být množené a prodávané v mnoha zahradnictvích a jelikož byly levné, snadno se přesazovaly a dobře rostly, staly se mezi krajináři oblíbenými a ve velké části Severní Ameriky se, zejména kultivary 'Bradford', začaly houfně vysazovat. Mimo to dřeviny začaly samovolně vyrůstat na neohospodařovaných místech, kam jejich semena v trusu zanášeli ptáci či drobní hlodavci požírající v zimním období jejich plody.
Dřeviny mají od počátku své americké historie nakročeno k invaznímu chování, mají širokou ekologickou toleranci, relativně málo škůdců, rychle rostou, již ve věku třech let kvetou i plodí a produkují množství semen. Je zajímavé, že beztrnné stromy si uchovaly původní geny pro trnitost a ty se nyní projevují v potomstvu, které mívá otrněné větvičky. Okolo vzrostlých stromů se tak vytvořily husté porosty téměř neprůchodných trnitých keřů, chráněné před spasením býložravci. Semenáče jsou schopné rychlého růsty i v oblastech se znečištěným ovzduším či na průmyslem narušené půdě, snesou sucho, nejsou náročné na životní podmínky nebo množství živin a netrpí hmyzími škůdci či vážnými chorobami, vyjma bakteriální spály, proti níž se původní odolnost postupně vytratila. Invazní úspěch tohoto cizince vyplynul ze situace, že jediný strom může během několika let zásadně změnit osídlení stanoviště. Začne vytlačovat původní druhy rostlin, které při soutěží o světlo, vodu a živiny s rychle se vyvíjejícími semenáči této hrušně prohrávají.
Kultivary nejsou schopné při samosprašnosti nebo při přirozeném křížení s jiným jedincem stejného kultivaru vytvářet plodná semena. Pokud se však odlišné kultivary pěstují ve vzdálenosti menší než 100 m, produkují stromy obvykle plodná semena a ta snadno vzklíčí na místech, kam byly zanesena. Tyto rostliny se často liší od vybraných kultivarů nepravidelným tvarem koruny a často i přítomností trnů. Na severovýchodě Spojených států tvoří hrušně Calleryovy mnohde rozsáhlé, téměř homogenní porosty na starých polích, podél cest a v podobných narušených a opuštěných oblastech; od počátku 2. tisíciletí je lze hojně nalézt v různých biotopech rozprostírajících se od mokřadů přes pastviny po lesy.

## Ekologie
Nejlépe roste na plném slunci v průběžně vlhké zemině bohaté na vápník, ale přežívá i částečné zastínění a dobře zakořeněná rostlina i déletrvající sucho, snese i silně jílovitou či kyselou půdu. Kvete nejčastěji v dubnu a květnu, plody dozrávají v srpnu a září. Husté shluky bílých květů vydávají intenzivní vůni, jenž někdy bývá přirovnávána k hnijícím rybám, opylovány jsou častěji mouchami než včelami. V zimním období dobře snáší chlad, odolává poklesu teploty až do -30 °C. Počet chromozomů druhu 2n = 34.
Strom mívá větve tenké a nepříliš pevné, proto se doporučuje ještě před prvním rozkvětem strom ostříhat a podpořit tak vytvoření pevné kostry. Bez této korekce v rané fázi vývoje vytvářejí stromy úzké vidlice větví, které jsou později ve vichřicích nebo za přívalu namrzajícího sněhu náchylné k rozlomení. Z těchto příčin pochází jejich předpokládaná relativně nízká průměrná životnost, která je u těchto stromů asi jen 25 let.

## Popis
Hrušeň Calleryova je na podzim opadavý, obvykle 5 až 8 m vysoký strom, někdy dorůstající až k 11 metrům, s protáhle vejcovitou jehlancovitou korunou, která bývá nahoře zaoblená. V mládí roste koruna pyramidálně až sloupovitě se zahroceným vrcholem a s přibývajícím věkem má tendenci se rozšiřovat. Kmen i větve jsou zprvu červenohnědé, později dostávají barvu šedohnědou, zpočátku jsou plstnaté a postupně olysají, krátké výhony mladých rostlin jsou někdy trnité. Zimní pupeny jsou trojúhelníkovité, až 2 cm dlouhé, mají zahrocený vrchol a jsou chráněné plstnatými šupinami.
Listy vyrůstající střídavě jsou jednoduché, mají řapíky dlouhé 2 až 4 cm a čárkovité palisty velké asi 5,5 cm. Vejčité čepele bývají dlouhé od 4 po 8 cm a široké obvykle mezi 3 a 6 cm, u báze jsou klínovité či zaoblené, na vrcholu špičaté a po okraji jsou tupě pilovité a zvlněné. Na lícní straně jsou během vegetace tmavě leskle zelené, na rubové světle zelené, žilnatinu mají zpeřenou a zespodu více či méně chlupatou. Kvůli dlouhým tenkým řapíkům se listy i v mírném vánku pohybují, říká se, že tančí. Na podzim před opadem se listy, zhruba od listopadu, zbarvují do atraktivní červenofialové až bronzově červené barvy.
Květy se z jara otvírají zpravidla ještě před rašením listů. Krémově bílé a vonné květy jsou široké asi 2,5 cm a mívají 2 cm dlouhé stopky, bývají sestavené do květenství hroznu nebo chocholíku tvořených šesti až dvanácti pětičetnými květy s miskovitou češulí. Opadavé kališní lístky jsou kopinaté a dlouhé do 5 mm. Korunní lístky jsou bílé, ojediněle i narůžovělé, bývají kulatého až podlouhlého tvaru, dlouhé asi 13 mm, široké okolo 10 mm a mají krátký nehtík. Květ dále obsahuje dvacet tyčinek s načervenalými prašníky, dvojdílný spodní semeník se dvěma vajíčky v oddíle a dvě čnělky podobně dlouhé jako tyčinky.
Z hmyzem opylených květů se vyvinou hruškovité či kulovité malvice, lidem nechutnající plody, jež bývají velké 1 až 2 cm a obsahují hnědočerná nebo černá semena. Plody jsou ve zralosti hnědé až žlutohnědé se světlými tečkami a pro lidí mají jen mizivou praktickou či okrasnou hodnotu. Dokud nezměknou mrazem jsou velmi tvrdé, dřevnaté, teprve pak jsou ochotně přijímány zvěří.

## Význam
Stromy hrušně Calleryovy jsou jen těžko překonatelné v množství jarních bělostných květů a v kráse vybarvení podzimních listů, jsou vhodné do menších stromořadí nebo na ozelenění parkoviště, okolí budov či do okrasných zahrad. Strom roste rychle a dokáže během pár let vytvořit zástěnu nebo okrasné stromořadí. Při vyšší sněhové pokrývce leckde trpí dřeviny okusem lesní zvěře.
Dřevo tohoto druhu je tvrdé, jemnozrnné, trvanlivé a používá se k výrobě nábytku. Je vhodné pro výrobu dřevěných dechových nástrojů a pro okrasné dýhy pro obklady výrobků z levnějších dřev. Patří také mezi preferovaný materiál pro zhotovování dřevorytů pro kvalitní tisk. V roce 2023 stát Ohio zakázal na svém území prodej a pěstování hrušně Calleryovy, kterou vyhlásil za silně invazní druh.